# پوانکاره ۲۰۲۱
سیارک ۲۰۲۱ (به انگلیسی: 2021 Poincare، نامگذاری:1936MA) دو هزار و بیست و یکمین سیارک کشف شده‌است که در ۲۶ ژوئن ۱۹۳۶ و در الجزیره کشف شد.
قدر مطلق سیارک برابر ۱۳٫۳۰ است.